# ヴァンクリーフ&アーペル
ヴァンクリーフ&アーペル（Van Cleef & Arpels 発音例）は、フランスの宝飾品メーカー。ティファニー、カルティエ、ブルガリ、ハリー・ウィンストンと並ぶ世界5大ジュエラーの1つであり、「グランサンク」と呼ばれるパリ5大宝飾店の1つにも数えられている。主に女性向けの宝飾品を中心に、腕時計や香水などを展開している他、「ミステリー・セット」と呼ばれる独自の特許技術を保有している。
1999年よりスイスの企業グループ、リシュモンの傘下となっている。

## 概要
オランダ人のアルフレッド・ヴァンクリーフ（Alfred Van Cleef）が、妻エステル・アーペル（Estelle Arpels）の兄であるサロモン（Salomon Arpels）と共に設立
。サロモンの死後、エステルの兄弟であるシャルル（Charles Arpels）とジュリアン（Julien Arpels）が事業に参加し、1906年、パリ・ヴァンドーム広場に1号店をオープン。その後、ジュリアンの息子たちであるクロード（Claude Arpels）、ジャック（Jacques Arpels）、ピエール（Pierre Arpels）が事業を引き継ぎ、1939年にアメリカ・ニューヨークに進出。以降はアジア、中東にまで店舗を展開している。
1950年代から1960年代にかけては、王室関係者や著名人のための高価な一点ものに注力しており、とりわけ1956年には、モナコ公妃グレース・ケリーが結婚式で身に着けたアンサンブルジュエリーを制作したことで、モナコ公室御用達ブランドとなっている。一方で、1954年には若年層向けに価格を抑えた製品を販売する「ラ・ブティック」を本店と同じヴァンドーム広場にオープン。ラ・ブティックより販売された「アルハンブラ」は、現在でも同社を代表するジュエリーコレクションとして知られている。
同社の宝飾品は花や蝶など自然界にあるものや、妖精、バレリーナをモチーフとしたフェミニンなデザインを特徴とし、創業当時より全ての製品がマンドール（Mains d'Or、黄金の手）の総称で呼ばれる職人の手作りで生産されている。
また、宝飾品以外にも、ジュエリーの中に時計を忍ばせた「シークレットウォッチ」をはじめとする趣向を凝らした時計や、同社が「エクストラオーディナリーオブジェ」と称する自動機械を組み込んだオブジェを制作していることでも知られている。

## 沿革
以下公式サイト他より引用
- 1895年:アルフレッド・ヴァンクリーフとエステル・アーペルが結婚[8][20]。
- 1896年:ヴァンクリーフと義兄サロモン・アーペルがヴァンクリーフ&アーペルを設立。
- 1906年:ヴァンクリーフ、シャルル・アーペル、ジュリアン・アーペルがヴァンドーム広場22番地にパリ本店をオープン。
- 1913年:アーペル家の末弟ルイ・アーペル（Louis Arpels）が事業に参加[10]。
- 1916年:樹木を用いたジュエリー「タッチウッド」（Touch Wood）を制作。
- 1923年:同社初の「シークレットウォッチ」を制作。
- 1925年:パリの万国博覧会にて「ローズブレスレット」を出品。グランプリを受賞[11]。
- 1926年:ヴァンクリーフの娘ルネ・ピュイサン（Renée Puissant）がアーティスティックディレクターに就任[21]。
- 1933年:
  - 小型収納ケース「ミノディエール（英語版）」（Minaudière）を発表[22]。
  - 「ミステリーセット」技法の特許を取得[3][7]。
- 1936年:イギリス国王エドワード8世よりジュエリー3点の制作を受注。
- 1939年:クロード・アーペルがアメリカ1号店をニューヨーク・ロックフェラーセンターにオープン、北米地域に初進出[23]。
- 1949年:ピエール・アーペル自らがデザインした紳士用腕時計「PA49」を発表[22]。
- 1954年:低価格帯専門店「ラ・ブティック」をヴァンドーム広場にオープン。初の商品「アニマルクリップ」を発売。
- 1968年:ジュエリーコレクション「アルハンブラ」を発表。
- 1970年:ジュエリーコレクション「ローズ ド ノエル」を発表。
- 1973年:日本1号店を銀座にオープン[24]。アジア地域に初進出。
- 1976年:宝飾品メーカーとして初めての香水「ファースト」（First）を発売[25]。
- 1985年:ジュエリーコレクション「スノーフレイク」を発表。
- 1990年:新たに開発した「ミステリーセット」技法2つの特許を取得。
- 1992年:パリ・ガリエラ宮殿（英語版）にて初の展覧会を開催。
- 1999年：リシュモングループに買収され、同グループの傘下企業になる[26]。
- 2003年:
  - ハイジュエリーコレクション「真夏の夜の夢」を発表。
  - ジュエリーコレクション「フリヴォル」を発表。
- 2004年:ジュエリーコレクション「パピヨン ラケ」を発表。
- 2005年:中国1号店をオープン[27]。
- 2006年:ハイジュエリーコレクション「ピエール ド カラクテール」「リヴィールド トレジャー」「ジュルネ ア パリ」を発表。
- 2007年
  - ハイジュエリーコレクション「バレエ プレシュー」を発表。
  - 東京と大阪で回顧展「永遠の煌めき展」を開催[28][29]。
- 2008年:
  - ハイジュエリーコレクション「レ ジャルダン」を発表。
  - ジュエリーコレクション「ペルレ」を発表。
- 2009年:
  - 東京・森アーツセンターギャラリーにて回顧展「ザ スピリット オブ ビューティー展 時空を超える美の真髄」を開催。
  - ハイジュエリーコレクション「カリフォルニア レヴェリー」を発表。
- 2010年:ハイジュエリーコレクション「レ ヴォワヤージュ エクストラオーディネール」を発表。
- 2011年:
  - 六本木ヒルズにて期間限定カフェ「ラ メゾン」をオープン。
  - ハイジュエリーコレクション「バル ド レジャンド」を発表。
- 2012年:
  - ハイジュエリーコレクション「パレ ド ラ シャンス」を発表。
  - ヴァンドーム広場にジュエリーと宝飾芸術に関する学校「レコール」を開校[30]。
  - ブランドサイト リニューアル、オンラインブティックがオープン
- 2013年:
  - ハイジュエリーコレクション「ピエール ド カラクテール - ヴァリアシオン」を発表。
- 2014年:ハイジュエリーコレクション「ポー ダンヌ」を発表。
- 2015年:ハイジュエリーコレクション「セブン シーズ」を発表。
- 2016年:
  - ハイジュエリーコレクション「エメラルド アン マジェステ」を発表。
  - ヴァンドーム広場のパリ本店を20番地および24番地にまで拡張。
  - 日本の銀座店を旗艦店として新規オープン[24]。
  - オーストラリア1号店をメルボルンにオープン[31]。オセアニア地域に初進出。
- 2017年:
  - ハイジュエリーコレクション「ル スクレ」を発表。
  - 京都国立近代美術館にて展覧会「技を極める ヴァンクリーフ＆アーペル ハイジュエリーと日本の工芸」を開催。
- 2018年:
  - ハイジュエリーコレクション「キャトル コント ド グリム」を発表。
  - カナダ1号店をバンクーバーにオープン[32]。
- 2019年:ハイジュエリーコレクション「トレジャー オブ ルビー」「ロミオ＆ジュリエット」を発表。
- 2023年：スペイン1号店をバルセロナにオープン[33]。
- 2024年:オーストリア1号店をウィーンにオープン予定[34]。